# KING GOLF
『KING GOLF』（キング ゴルフ）は、佐々木健による日本の漫画作品。『週刊少年サンデー』（小学館）にて2008年36・37合併号から2011年46号まで連載し、3か月のブランクを挟んで月刊誌『週刊少年サンデー超』に移籍して2012年2月号から連載を再開した（誌名リニューアルしたため、2012年3月号以降は『週刊少年サンデーS』）。技術指導、監修は谷将貴(ゴルフレッスンプロ)。
第56回（平成22年度）小学館漫画賞少年向け部門受賞作品。

## あらすじ
主人公の優木蒼甫は、「プレデター」と呼ばれる最強最悪のケンカ屋。ある日蒼甫は「自分を蔑むような目で見た」という若手天才ゴルファー霞見ひかるが所属するゴルフ部の谷川コーチに喧嘩を売ってしまい、さらにはゴルフなんざ簡単だと言い放ってしまう。そこで、「ゴルフをやってみれば難しさがわかる」と言われ、蒼甫は右手一本で250ヤード以上飛ばすと宣言。中山有海のクラブを借り、結果210ヤードほど飛ばすことができた。それ以来、球を打つ感触を「気持ちいい」と感じるようになりゴルフ部に入部する。こうして蒼甫のいつかゴルフ界の王になる物語が始まった。
マッチプレー編
次の大会に出られない蒼甫はその間を有効に使うため、谷川の後輩がいるとある合宿に参加することになるが、そこは自分より遥かに幼い子供達がいるジュニアゴルフスクールであった。生意気な子供達に囲まれ不機嫌になりながらも自分の実力を見せ付けようとするが子供達は蒼甫よりも遥かに良いスコアを出してしまう。納得のいかない蒼甫にコーチの加瀬はゴルフは考えてプレーすることも重要と話す。考えを改めた蒼甫はアプローチの打ち方、距離の測り方、芝の読み方等、子供達からそれぞれ得意とする技術を学んでゆく。何事もなく合宿が終わると思われた時、偶然蒼甫の合宿先でバイトしていた深町が裏アマチュアの清澄とトラブルに巻き込まれる場面に遭遇してしまう。大金とプライドと夢を賭け、裏アマチュアとのマッチプレー勝負が始まる。
新人戦東関東地区予選編
マッチプレー勝負を制し一段と成長して帰ってきた蒼甫は新人戦に向けて学校近くの練習場へと向かった先で葉月学園の戸川と出会う。金持ちを鼻にかける数々の発言に苛つき突っ掛かる蒼甫だが、戸川は蒼甫に興味すら持たなかった。後日、葉月学園に乗り込んで戸川に「50ヤードのアプローチ勝負」を挑む。三球勝負勝負と決めたにもかかわらず、蒼甫の打球を一球だけで見限り勝負を打ち切ってしまう。完全に見下され憤慨する蒼甫はリベンジを誓い新人戦で戸川が出る第一登録に参加を決意し、あらゆる「一流」を纏うエリートへ挑戦状を叩きつける。悪天候の中で接戦を繰り広げる戸川と蒼甫は因縁の「50ヤードアプローチ勝負」で決着を付けることになる。
ドラコン編
戸川を降して新人戦を優勝した蒼甫だが、谷川から霞見にはまだ勝てないと判断される。蒼甫が霞見に唯一勝っている武器である飛距離をさらに伸ばすべく紹介された練習場で赴く。そこで出会ったのは「飛弾」という飛ばし屋集団、即ちドライビングコンテストの選手達であった。自分の飛距離を軽々と超える打つ相手に「ヒヨコ」とバカにされてしまう。特訓後ドラコンの大会に参加した蒼甫の前に現れたのはドラコン大会3連覇中の皇帝「瓜生明希葉」であった。デモンストレーションですら蒼甫の記録を軽々と超える瓜生に蒼甫は「お前に勝てる気がする」と発言し周囲を敵に回してしまう。瓜生に見下されていた選手達を奮起させるため、瓜生の発言をそのまま自分の発言として喋ったマイクパフォーマンスにより観客と選手を敵に回しながらも蒼甫は皇帝に挑む。

## 登場人物

### 主要人物
優木 蒼甫（ゆうき そうすけ）
主人公であり帝倫高校1年生。筋肉質な身体とドレッドヘアー（当初は長髪だったが、ゴルフ部に入部以来短くした）が特徴。倒した不良を橋から宙吊りにしたことから「プレデター」の異名を持つ、最強最悪のケンカ屋。数多くの暴走族をたった一人で壊滅させているほどの戦闘力を持つが金品を巻き上げるカツアゲなどの行為は一切しない。ゴルフを初めて体感し、「気持ちいい」と思うようになりゴルフ部に入部。ゴルフ界の頂点に立つことが目標。傍若無人かつ怖いもの知らずな性格で、気ままな振る舞いが目立つが、興味を持ったものに対しては不断の努力を自然に行える、生真面目かつ努力家な信念の持ち主でもある。人並み外れた天性の身体能力と大勝負でも自分のプレーを貫く図太いメンタルを併せ持つが、初めてゴルファーとして挑んだ全国高校ゴルフ選手権地区予選では後半こそ善戦したものの最下位となってしまい、彼の人生で初めての敗北を刻み一人で悔し涙を流していた。その敗北をバネに裏アマチュアとのマッチプレー、ドライビングコンテストなどの勝負をこなして急成長を遂げてゆく。敵を強く意識することでより実力を引き出せるタイプなのだが、ドラコンに参加した際は『敵を意識すること』が裏目に出て本来の実力をまるっきり出せずに空回りしてしまい、危うくなす術もなく予選で敗退しかけた。谷川のアドバイスで持ち直し、OBで記録こそ残らなかったが最終的にチャンピオンを超える434ヤードの飛距離を叩きだした。しかしその弊害として本来のゴルフに必要なスイングを崩してしまい、新人戦全国大会では大スランプに陥ってしまう。悪戦苦闘しながらもライバル達との試合の中で本来の技術を取り戻し、更なる飛躍を遂げて勝利を得た。その後、霞見との勝負や有海のキャディーを経て、谷川から本格的なプロに誘われ彼と共に海外へと武者修行の旅に出る。だが自分の全てが何一つ通用しない海外の過酷な環境に精神を削り取られてしまい、ついには泣き言を漏らし惨めに助けを求めるまでに追い詰められて心を喰い尽くされてしまうが、最後に残った「邪魔をするものは全て叩き潰して君臨する」という優木蒼甫の人間の「芯」とも言える本能に火が点き復活。修行を終えた際にはいくつもの優勝メダルを引っさげて日本に凱旋、髪が伸びて再び長髪のドレッドに戻っている。強靭な肉体や精神力のおかげでそちらに目を奪われがちだが、蒼甫の本当の武器はゴルファーとして「未完成」なことで、完成されていないがゆえに貪欲に技術を吸収し成長を続けることが彼の最強の武器となっている。
松丸 応太（まつまる おうた）
蒼甫の一番の親友であり彼を最も理解している人物。谷川からは「帽子ヤンキー」と呼ばれている。入部したてで蒼甫のことをあまり理解していなかった谷川に蒼甫の性格や性分を教える橋渡し役として活躍し、その後も蒼甫のゴルフ特訓に度々駆り出されている。周りからは蒼甫の腰巾着扱いされており、腕っ節もないので実際に蒼甫がいないと何も出来ない。どんどんゴルファーとして成長している蒼甫を遠くに感じ始めており、蒼甫が本格的なプロに挑戦するために海外へ旅立つと聞いた時は醜態を晒してまで引き止め、ケンカ別れしてしまう。しかし蒼甫の海外出発を聞いたチンピラ達がお礼参りにトラブルを起こして出発妨害を画策していることを知った松丸は一人でリンチ同然の暴行を受け、腕の骨を折られながらも蒼甫を送り出すための時間稼ぎを行った。その後彼は一大決心し、「蒼甫が極上のゴルファーになるのなら自分は極上の腰巾着を目指す！」と宣言、現在は野方の元でキャディーの技術を猛勉強中。

### 帝倫高校ゴルフ部
谷川 謙作（たにがわ けんさく）
元賞金王のコーチとして知られている帝倫高校ゴルフ部のコーチ。蒼甫からは「ヒゲコーチ」と呼ばれている。普段は子供っぽくいい加減な性格だが、ゴルフでは一変して精密な理論に基づいた指導をする。ゴルフをバカにしていた蒼甫に凄さと楽しさを実感させた。しかしその結果いきなり蒼甫がゴルフ部に入部してしまったので適当にあしらうつもりで練習方法の一つをやるように言い付け放置していたが、半分騙されていたことに気付かず愚直に練習を続けていた蒼甫に練習が出来る資質と潜在能力を感じ取り本格的に指導を始めるようになった。ゴルフファンにとってはかなりの有名人らしく記念撮影を頼まれたりするほど。蒼甫と同じ意見や同レベルの争いになることが多く、またなぜかはわからないが外国人のコーチというだけで不機嫌になって絡んだりするなど、根っこの部分は蒼甫と似通っている模様。驚異的な速度で成長する蒼甫を見て来たことで彼をプロにすることに決め、帝倫高校ゴルフ部のコーチを辞任し蒼甫と共に海外へ武者修行へと出る。海外の過酷な環境で下手をすれば蒼甫が潰れて二度とクラブを握れない可能性があることを知りながらあえて冷たく突き放し、同行していた馬場園からは「人でなし」「悪魔」とまで罵られていたが、内心は身を引き裂かれる想いで復活を待っていた。武者修行を終えて蒼甫と共に帰国。
霞見 ひかる（かすみ ひかる）
『精密機械』の異名を持つ日本最高の天才アマチュアゴルファー。兄にプロゴルファーの「霞見瞬」がいる。帝倫高校1年生でゴルフ部所属で蒼甫にとって越えるべきライバルの筆頭。無口だが内心は熱い性格をしておりストイックに練習を続ける努力家。「ゴルフは飛距離ではなく精度」と口にしているが本当は飛距離に憧れており蒼甫の身体能力が自分にもあればと羨望している。蒼甫は自分より下だと言いつつもドラコンの会場に足を運び、蒼甫のプレーを見に来るなどお互いを強くライバル視している。新人戦全国大会優勝の約束を果たした蒼甫と一対一の勝負を行い圧勝、未だに実力に大きな差があることを見せ付けた。その勝負の最中に蒼甫のことは本当は最初から認めていたと複雑な胸中を吐露している。
中山 有海（なかやま あみ）
ゴルフ界のアイドルで世界ジュニア4位の実力者。周辺からは「マニアックな男の趣味してる」と言われており、蒼甫のことを色眼鏡で見ない良き理解者の一人。ゴルフ部の練習が休みの日も早朝から一人で特訓をしている努力家で理想のタイプは「ジョン・デーリー」。パットとグリーン周りのを得意としている。天真爛漫に見える明るい性格は半ば演技であり中学時代の試合で負ったトラウマを振り払うために無理に振舞っている。全日本女子アマチュア選手権に参加中、本来のキャディーが盲腸で入院してしまったために急遽キャディーのバイトをしていた蒼甫へ依頼して決勝に挑む。その試合の最中、偶然にも過去のトラウマと全く同じ状況が再現されてしまい、プレッシャーとトラウマに縛られてまともなプレーすら出来なくなってしまうが、自分を信じて待ってくれている蒼甫から前に進むための魂を分けてもらい、トラウマを克服して優勝を飾った。霞見とはジュニア時代からの付き合いでパットやグリーン周りを得意としているのは「苦手な物があるなら他の物を得意にすれば良い」という当時の霞見からもらったアドバイスによるもの。

### マッチプレー編
深町 南（ふかまち みなみ）
蒼甫からは「深キョン」と呼ばれている。帝倫の頭を張っているが周りの不良と違って特に蒼甫を敵視していない。喧嘩に明け暮れて不良になったが、ふと将来のことを考えた時に母親の料理がとても美味しかったことを思い出し、現在はコックを目指して蒼甫の合宿しているゴルフ場のレストランで夏休みの間バイトしている。見た目こそ軽薄そうなヤンキーだが、勤務態度は至って真面目であり周囲からも問題を起こすような者とは思われていない。しかし、裏アマチュアの清澄が彼に非のない因縁を付け、職場に迷惑をかけないために深町が土下座をして穏便にことを済ませようとしたが、この一件がキッカケで蒼甫と清澄のマッチプレー勝負に発展してしまう。蒼甫がマッチプレー勝負を制した後日、彼なりの恩返しとして帝倫の不良を集め、学校のボスは蒼甫であることを公言し「蒼甫にケンカを売るなら先にNo.2の自分を倒してからにしろ」と釘を刺して蒼甫やゴルフ部に一切手出し出来ないようにした。
加瀬 寛（かせ ひろし）
谷川の後輩でジュニアゴルフスクールのコーチ。蒼甫からは「加瀬コー」と呼ばれている。蒼甫にゴルフは感覚だけではなく頭で考えてプレーすることも重要と説き、ジュニアスクールの子供達と共に蒼甫へ基礎を学ばせた。清澄の「裏」の匂いに気付くなど洞察力も優れている。マッチプレー勝負の際に見せた蒼甫の潜在能力から、彼に「大器」を見出している。なお「メタボ」は禁句である。
白木 郁斗（しらき いくと）
蒼甫の合宿先のジュニアゴルフスクールに通うやや生意気な少年で得意なのはアプローチ。樹々に惚れているらしく彼女のパンチラを見た蒼甫を最初は敵視していた。マッチプレー勝負の最中、自分の教えた技術で蒼甫が困難な状況を打開した時は感動のあまり思わず泣きそうになってしまった。合宿終了後の別れ際に蒼甫からライバル宣言されている。
樹々（きき）
苗字は不明。蒼甫の合宿先のジュニアゴルフスクールに通う優しい少女で得意なのはパター。彼女のパンチラを見てしまったせいで蒼甫は「パンツ娘」と呼んでいる。蒼甫が子供達にゴルフの技術を教えてくれと頼み込んだ際、真っ先に引き受けた。周囲の子供にも人気があるらしく彼女が教えるなら自分も教えるという子供が多かった。
清澄 仁（きよすみ じん）
プロになれるほどレベルの実力を持っているアマチュアゴルファー。蒼甫からは「トカゲ顔」と呼ばれている。その本性は下劣そのものであり他人のプライドを踏みにじる行為を日常的に行なっている。蒼甫の合宿先に現れて深町に一方的に因縁を吹っ掛けて土下座を強要させ、あまつさえ深町が土下座するかどうかまでを賭けにしていた。深町の夢を見下した一連の行為が蒼甫の逆鱗に触れ、賭金を加えたマッチプレー勝負（トータルスコアではなく1ホールごとに打数はリセット）へと発展した。賭け金は10円から始まり1ホールごとに倍々で増えていくため、膨れ上がった金額の大きさのプレッシャーで萎縮した相手を潰すやり口を得意としている。しかしマッチプレーのルールを利用し蒼甫が前半のホールを練習に費やしたことで後半から一気に追い上げられる。最終ホールで引き分けになったら「金額は倍にして勝敗が付くまで同じホールをやり直す」というルールを追加して蒼甫にミスをさせようとしたが、そのルールを蒼甫に逆手に取られ延々引き分けに持ち込まれた結果、最終的に賭金は2000万円となり、プレッシャーに潰され精彩を欠く自分とは対照的に全く同じショットを打ち続ける蒼甫に勝つことが出来なくなり戦意を喪失しギブアップした。蒼甫の出した交換条件によって飼っていた犬（と蒼甫が蹴りで壊した車のドア一枚）を引き換えに賭金はチャラになった。
犬デター（いぬデター）
元は清澄が飼っていた犬だが虐待同然の扱いを受けており、マッチプレー勝負の賭金をチャラにする代わりとして蒼甫が引き取った。最初は「オレのゴルフ初勝利の戦利品丸」という名前を付けられそうになったが即却下された。その後はゴルフ部で飼われているようで、蒼甫がゴルフ部を抜け出したい時に自分のカツラと服を着せて身代わりにされたりしている（誰も騙されないが）。

### 新人戦東関東地区予選編
戸川 臨（とがわ りん）
葉月学園高校二年のゴルフ部主将。天才的な技術の持ち主で、他人を全く意識しない性格。一流を自負しており、恵まれた環境でゴルフの英才教育を受け、海外の試合にも参加した経験から高い実力を持っている。ゴルフ練習場のトラブルから葉月学園に乗り込んで来た蒼甫と「50ヤードのアプローチ勝負」をするが、レベルが低すぎて見る価値すらないと全く相手にしなかったが、リベンジを誓い新人戦に登録した蒼甫と激突する。プレー開始直後こそ今まで通り相手にしてなかったが他のプレーヤーを捩じ伏せた蒼甫に初めて相手にする価値があると判断した。試合を有利に運んでいた戸川だったが突如天気が崩れ、悪天候の中でプレーに乱れが出始め蒼甫に徐々に追い付かれる。終盤のホールで残り50ヤードの位置にあるバンカーに打ち込んでしまうが、蒼甫はあえて戸川と同じ場所に打ち込み「50ヤードのアプローチ勝負」のリベンジを図る。その勝負の際、彼の根底にあるものが「一流だから勝つ」という「自信」ではなく「一流でいたいから勝つ」という「保身」であったことが露呈してしまい敗北。後に全国大会でも蒼甫と同じ組で参加。蒼甫がドラコンの影響でスコアを崩しまくり優勝争いから外れていると他のプレーヤーが思う中、戸川だけは蒼甫の逆転劇を危惧し「今の内に全力で逃げることをお勧めするよ』と恐れを抱いていた。実は蒼甫に敗北した後、しばらくクラブを握れなくなるほどのショックを受けており特に50ヤードのアプローチショットに至ってはイップスでスイングすら出来ないほどであった。自分の中に根付いた『優木蒼甫』という呪縛を断ち切るために自分からバンカーに打ち込み、三度目となる因縁の「50ヤードアプローチ勝負」のリベンジを挑んだ。その際、蒼甫から叱咤の込められた挑発を受けてイップスを克服、嬉しさのあまり人前で号泣してしまうほどの充足感を得てしまう。その一打に全てを出し尽くしてしまい優勝争いからは脱落するが、試合終了後はまだ戦えることを確認し去り際に再起を誓っている。
小田切 周太（おだぎり しゅうた）
朱場高校二年のゴルフ部主将。普段は爪を噛んでいるが、さらに感情が昂ると自分の袖に噛み付く癖がある。蒼甫からは「カリ男」と呼ばれている。集中し始めるとプレーが異常なまでに遅くなり、他のプレーヤーは彼と一緒に回るだけでプレーの遅さに苛ついて調子を崩してしまうために恐れられているが本人に遅延行為の意志は一切ない。実はパワフルな飛ばし屋に憧れているが小柄な自分にはどうやっても手に入らない物だったため、代わりの武器としてトラブルショットを必死に練習しているため、難しいショットの成功率も極めて高い。蒼甫を潰すために勝負を挑むが敗北。
相崎 守（あいざき まもる）
岡川高校二年。特筆すべき能力はない平凡なプレーヤーであるが第一登録で出場しているため（第一登録は最も上手い者が出場することがセオリー）、彼の学校ではトップの実力を持っていると推測される。試合中に幾度も見せた蒼甫の底力に驚いていたが、特に蒼甫と敵対することはなく試合終了後は蒼甫と握手を交わしていた。

### ドラコン編
永作 鉄雄（ながさく てつお）
飛ばし屋集団『チーム飛弾』のボスでMAXドラコン選手権の元チャンピオン。蒼甫からは「葉巻ホクロ」と呼ばれている。練習場で出会った蒼甫を「ヒヨコ」と呼び、ドラコン選手の飛距離を見せ付けたがドラコンの特訓を積んで大会に参加した蒼甫を見て評価を改めた（「ヒヨコ」が「豹」に化けたと評した）。「ミスター・ドラコン」と呼ばれるほどドラコンに人生を賭けている。しかしチャンピオンになったのも束の間、翌年に瓜生が現れあっさりと優勝を掻っ攫われてしまう。それ以来、瓜生を敵視しているが年齢による衰えもあって内心では勝てないことを自覚している。それでも諦め切れずに挑んだものの記録は振るわず敗退、打倒皇帝の目標を蒼甫に託す。本当は今年でドラコンを引退するつもりだったが蒼甫に「あんたはまだ終わってない」と発破をかけられ翌年も再びチャレンジすることに決めた。
永作 ひより（ながさく ひより）
鉄雄の孫娘で両親と一緒に鉄雄を応援にドラコン会場へとやって来た。蒼甫のことを「うんこ頭」と呼んで嫌っている。鉄雄が敗れ、それを心底嬉しそうに語る瓜生を相手に泣き出してしまうが、蒼甫から「現実を受け止めろ」「葉巻ホクロの努力をなかったことにするな」と諭され、蒼甫を応援することに決めた。
和光 明（わこう あきら）
蒼甫からは「モヒカンゴリラ」と呼ばれドラコン選手権関東予選で蒼甫と戦った。「チーム飛弾」のメンバーでは永作に次ぐ実力者で、蒼甫は和光の挑発に乗ってしまったことで力みすぎ、実力がまるっきり出せずに敗退する所であった。最後は谷川のアドバイスによりやるべきことを絞った蒼甫に敗れた。
瓜生 明希葉（うりゅう あきは）
MAXドラコン選手権三連覇中の圧倒的な実力から「皇帝」の異名を持つ。蒼甫からは「ムキマッチョ」と呼ばれるほどに筋骨隆々の肉体をしている。一見すると好青年に見えるが内心では他のドラコン選手を徹底的にバカにしている。身体を鍛える過酷なトレーニングも欠かさず行ない、会場を盛り上げるマイクパフォーマンスも心得ているなど、良くも悪くもエンターティナーとしては優れている。会社の先輩に誘われてゴルフをプレーした際、初心者の自分の飛距離に負けて悔しがる顔を見たことがキッカケで、自分に負けて悔しがる相手の顔を見て愉しむという歪んだ喜びに目覚めてしまった。皇帝の異名の通り圧倒的な実力を持っておりデモンストレーションの打球ですら他の選手は太刀打ちすら出来ない。蒼甫のことも凡百の選手としか思っていなかったが一球ごとに飛距離を伸ばし、自分の領域に入ってきた蒼甫が自分を倒し得る敵と認識した時には既に手遅れであり、最後の打球で自身の最高記録である431ヤードを越えられてしまう。蒼甫の打球はフェアウェイを外れOBとなったため、結果として「優勝」は瓜生であったが、ドラコンの真髄は飛ばすことである以上「真の勝者」は間違い無く蒼甫であることを、自分を盛り上げるために利用してきた観客の歓声がそれを証明していた。
馬場園 宏巳（ばばぞの ひろみ）
ゴルフ雑誌『週刊ホールインワン』の記者。ドラコン選手権で蒼甫を知り取材を試みるが記者としての才能はあまりなく編集長からも下っ端扱いされている。蒼甫の武者修行の出発に偶然居合わせ、蒼甫は必ず大物になると独断で密着取材を行うことを決め武者修行に参加（後に編集長からはその気概を認められ独占取材の許可を得ている）、海外に取材出ることが多く英語は堪能。怪獣ピグモンのような外見をしており人間扱いされないことが多い。蒼甫達と共に武者修行の旅から帰国した。
須藤 美沙子（すどう みさこ）
ヨガ教室の講師で谷川の知り合い。身体の柔軟性を得るためにドラコンの訓練の一つとして蒼甫にヨガを教えている。
小室 健太郎（こむろ けんたろう）
中学時代に蒼甫を狙ってきた暴走族だったが、その時ボコボコにされて以来蒼甫に心酔している。父親にキックボクシングを習っているため、その威力には蒼甫も一目置いている。腰の回転を学ぶためにドラコンの訓練の一つとして呼び出された。やたらと改造したバイクに乗っており、通称「地獄の召喚獣」と呼ばれている。自分より弱い相手は認めないため、松丸を蒼甫の腰巾着扱いして敵視している。

## 書誌情報
- 佐々木健 『KING GOLF』 小学館 〈少年サンデーコミックス〉、既刊42巻（2024年9月18日現在）
  1. 2009年1月16日発売、ISBN 978-4-09-121578-9
  2. 2009年3月18日発売、ISBN 978-4-09-121619-9
  3. 2009年6月18日発売、ISBN 978-4-09-122021-9
  4. 2009年9月17日発売、ISBN 978-4-09-121728-8
  5. 2009年12月18日発売、ISBN 978-4-09-122045-5
  6. 2010年3月18日発売、ISBN 978-4-09-122193-3
  7. 2010年6月18日発売、ISBN 978-4-09-122333-3
  8. 2010年9月17日発売、ISBN 978-4-09-122524-5
  9. 2010年12月17日発売、ISBN 978-4-09-122697-6
  10. 2011年3月18日発売、ISBN 978-4-09-122796-6
  11. 2011年5月18日発売、ISBN 978-4-09-122877-2
  12. 2011年7月15日発売、ISBN 978-4-09-123207-6
  13. 2011年10月18日発売、ISBN 978-4-09-123340-0
  14. 2012年1月18日発売、ISBN 978-4-09-123539-8
  15. 2012年1月18日発売、ISBN 978-4-09-123587-9
  16. 2012年6月18日発売、ISBN 978-4-09-123706-4
  17. 2012年10月18日発売、ISBN 978-4-09-123899-3
  18. 2013年2月18日発売、ISBN 978-4-09124186-3
  19. 2013年6月18日発売、ISBN 978-4-09-124318-8
  20. 2013年10月23日発売、ISBN 978-4-09-124475-8
  21. 2014年2月18日発売、ISBN 978-4-09-124566-3
  22. 2014年6月18日発売、ISBN 978-4-09-124668-4
  23. 2014年10月17日発売、ISBN 978-4-09-125309-5
  24. 2015年3月18日発売、ISBN 978-4-09-125600-3
  25. 2015年8月18日発売、ISBN 978-4-09-126195-3
  26. 2015年11月18日発売、ISBN 978-4-09-126490-9
  27. 2016年4月18日発売、ISBN 978-4-09-126824-2
  28. 2016年9月16日発売、ISBN 978-4-09-127338-3
  29. 2017年2月17日発売、ISBN 978-4-09-127503-5
  30. 2017年8月18日発売、ISBN 978-4-09-127577-6
  31. 2017年12月18日発売、ISBN 978-4-09-127881-4
  32. 2018年5月18日発売、ISBN 978-4-09-128251-4
  33. 2018年11月16日発売、ISBN 978-4-09-128588-1
  34. 2019年5月17日発売、ISBN 978-4-09-129165-3
  35. 2019年11月18日発売、ISBN 978-4-09-129447-0
  36. 2020年7月17日発売、ISBN 978-4-09-850168-7
  37. 2020年12月18日発売、ISBN 978-4-09-850283-7
  38. 2021年9月17日発売、ISBN 978-4-09-850645-3
  39. 2022年5月18日発売、ISBN 978-4-09-851130-3
  40. 2023年1月18日発売、ISBN 978-4-09-851536-3
  41. 2024年6月18日発売、ISBN 978-4-09-853382-4
  42. 2024年9月18日発売、ISBN 978-4-09-853579-8

巻末には谷将貴によるトレーニング講座が初心者にもわかりやすいように写真と説明付きで載っている。